# 1,6-Dibromohexane
Le 1,6-dibromohexane est un composé organique bromé, un bromoalcane plus précisément. C'est le dérivé du n-hexane avec un atome de brome sur chacun des deux atomes de carbone aux extrémités de sa chaîne carbonée.

## Synthèse
Le 1,6-dibromohexane peut être obtenu par une réaction de substitution sur le 1,6-hexanediol avec du bromure d'hydrogène :
{\displaystyle \mathrm {HO{-}(CH_{2})_{6}{-}OH\ +\ 2\ HBr\ \longrightarrow } } {\displaystyle \mathrm {Br{-}(CH_{2})_{6}{-}Br\ +\ 2\ H_{2}O} }

## Utilisation
Les ions bromures étant d'excellents groupes partants, des réactions de substitution sur les atomes de brome de ce composé permettent d'accéder à d'autres dérivés de l'hexane. Des réactions d'élimination (deshydrohalogénation) permettent quant à elles de former des dérivés hexéniques.
Le 1,6-dibromohexane comme le 1,6-diiodohexane peut servir à la synthèse du thiépane (en), l'analogue de l'oxépane avec un atome de soufre en lieu et place de l'atome d'oxygène. Pour cela, il est mis à réagir avec du sulfure de sodium, Na2S et donne ainsi le thiépane avec un bon rendement : 
{\displaystyle \mathrm {Br{-}(CH_{2})_{6}{-}Br\ +\ Na_{2}S\longrightarrow \ C_{6}H_{12}S\ +\ 2\ NaBr} }